# Championnats d'Asie de boxe amateur 1992
Navigation
Édition précédente Édition suivante
La 16e édition des championnats d'Asie de boxe amateur s'est déroulée à Bangkok, Thaïlande, du 26 février au 4 mars 1992. 

## Résultats

### Podiums
| Catégories                    | Or                   | Argent                 | Bronze                                     |
| Poids mi-mouches (-48 kg)     | Roel Velasco         | O Chong-chol           | Rajendra Prasad Cho Dong-bum               |
| Poids mouches (-51 kg)        | Vichai Khadpo        | Han Gwang-hyeong       | Dharmendra Singh Yadav Choi Chol-su        |
| Poids coqs (-54 kg)           | Li Gwang-sik         | Chatree Suwanyod       | Zhang Guangping Roberto Jalnaiz            |
| Poids plumes (-57 kg)         | Park Duk-kyu         | Ri Chil-gun            | Sandagsürengiin Erdenebat Somluck Kamsing  |
| Poids légers (-60 kg)         | Ronald Chavez        | Yun Yong-chol          | Shigeyuki Dobashi Hussain Arshad           |
| Poids super-légers (-63,5 kg) | Kim Jae-gyeong       | Nyamaguin Altankhuiag  | Anoushiravan Nourian Khamsavath Vilayphone |
| Poids welters (-67 kg)        | Chun Jin-chul        | Khyber Shah            | Arkhom Chenglai Yousef Khateri             |
| Poids super-welters (-71 kg)  | Hendrik Simangunsong | Choi Ki-soo            | Hiroshi Nagashima Chalit Boonsingkarn      |
| Poids moyens (-75 kg)         | Lee Seung-bae        | Altangereb Bandi       | Chao Lu Park Jong-chol                     |
| Poids mi-lourds (-81 kg)      | Asghar Ali           | Kim Gil-nam            | Bai Chongguang Damdiny Zul                 |
| Poids lourds (-91 kg)         | Chae Sung-bae        | Narangsee Promchantuek |                                            |
| Poids super-lourds (+91 kg)   | Jeong Seung-won      | Dildar Ahmed           |                                            |

### Tableau des médailles
| Place | Pays              | Médaille d'or, Asie | Médaille d'argent, Asie | Médaille de bronze, Asie | Total |
| ----- | ----------------- | ------------------- | ----------------------- | ------------------------ | ----- |
| 1     | Corée du Sud      | 6                   | 2                       | 1                        | 9     |
| 2     | Philippines       | 2                   | 0                       | 1                        | 3     |
| 3     | Corée du Nord     | 1                   | 4                       | 2                        | 7     |
| 4     | Thaïlande         | 1                   | 2                       | 3                        | 6     |
| 5     | Pakistan          | 1                   | 2                       | 1                        | 4     |
| 6     | Indonésie         | 1                   | 0                       | 0                        | 0     |
| 7     | Mongolie          | 0                   | 2                       | 2                        | 4     |
| 8     | Chine             | 0                   | 0                       | 3                        | 3     |
| 9     | Inde              | 0                   | 0                       | 2                        | 2     |
| 9     | Iran              | 0                   | 0                       | 2                        | 2     |
| 9     | Japon             | 0                   | 0                       | 2                        | 2     |
| 12    | Laos              | 0                   | 0                       | 1                        | 1     |
| Total | 12 pays médaillés | 12                  | 12                      | 20                       | 44    |